# Ostrovica (Lišane Ostrovičke)
Ostrovica falu Horvátországban Zára megyében. Közigazgatásilag Lišane Ostrovičke községhez tartozik.

## Fekvése
Zárától légvonalban 48, közúton 58 km-re délkeletre, községközpontjától légvonalban 3, közúton 7 km-re délkeletre, Dalmácia északi részén, Ravni kotari tájegység keleti szélén, a Benkovac-Skradin főút és a Zára-Knin vasútvonal mentén fekszik.

## Története
A falu a középkorban a felette magasodó, az először 1198-ban említett Osztrovica várának uradalmához tartozott. Osztrovica a Bribiri grófok egyik vára volt, amelyet 1347-ben I. Lajos magyar király Zrin várával cserélt el. Osztrovica ezután királyi vár volt, a Bribiri grófok pedig új birtokuk neve után felvették a Zrínyi nevet és a későbbiekben a történelmi Magyarország egyik legjelentősebb családja lettek. A 14. század végén és a 15. század elején Osztrovica a közeli Skradinnal együtt a bosnyák Hrvatin nemzetségből származó Hervoja testvérének Vuk Vukčić Hrvatinićnek a birtoka volt. Vuk a bátyjával együtt 1390-ben Nápolyi László magyar ellenkirály horvátországi és dalmáciai bánja lett. Halála után birtokait felesége Anka és lányai Katarina és Jelena örökölték. Katarina 1405-ben a bosnyák főúr Sandalj Hranić felesége lett és hozományként magával vitte Osztrovica várát is, melynek birtokában 1407-ben Nápolyi László megerősítette. Birtokosai 1411-ben ötezer aranydukátért eladták a Velencei Köztársaságnak. A várat Klissza után a legerősebb várként tartották számon Dalmáciában. Jelentősége különösen azután nőtt meg, hogy 1522-ben Knin elesett. 1523-ban Osztrovicát is ostrom alá vette a török. A várat Karlovics János horvát bán védte, míg az ostromlók vezére Gázi Huszrev boszniai szandzsákbég volt. A Zára legfőbb védőbástyájának tartott vár eleste után egészen Vránáig nem maradt komolyabb erősség a török megállítására. A vár a 17. században a velencei-török háborúkban teljesen megsemmisült. A vár pusztulásával a falu is egyre veszített jelentőségéből, 1735-től a lišanei plébániához csatolták. 1797-ig a Velencei Köztársaság része volt. Miután a francia seregek felszámolták a Velencei Köztársaságot a campo formiói béke értelmében osztrák csapatok szállták meg. 1806-ban a pozsonyi béke alapján az Első Francia Császárság Illír Tartományának része lett. 1815-ben a bécsi kongresszus újra Ausztriának adta, amely a Dalmát Királyság részeként Zárából igazgatta 1918-ig. A településnek 1857-ben 145, 1910-ben 184 lakosa volt. Az első világháború után előbb a Szerb-Horvát-Szlovén Királyság, majd Jugoszlávia része lett. A második világháború idején 1941-ben a szomszédos településekkel együtt Olaszország fennhatósága alá került. Az 1943. szeptemberi olasz kapituláció, majd a német megszállás után újra Jugoszlávia része lett. 1991-ben lakosságának 91 százaléka szerb, 8 százaléka horvát nemzetiségű volt. 1991 szeptemberében a település szerb igazgatás alá került és a Krajinai Szerb Köztársaság része lett. 1995 augusztusában a Vihar hadművelet során foglalta vissza a horvát hadsereg. Szerb lakossága elmenekült. A falunak 2011-ben 86 lakosa volt, akik főként mezőgazdasággal és állattartással foglalkoztak.

## Lakosság
| Lakosság változása | Lakosság változása | Lakosság változása | Lakosság változása | Lakosság változása | Lakosság változása | Lakosság változása | Lakosság változása | Lakosság változása | Lakosság változása | Lakosság változása | Lakosság változása | Lakosság változása | Lakosság változása | Lakosság változása | Lakosság változása |
| ------------------ | ------------------ | ------------------ | ------------------ | ------------------ | ------------------ | ------------------ | ------------------ | ------------------ | ------------------ | ------------------ | ------------------ | ------------------ | ------------------ | ------------------ | ------------------ |
| 1857               | 1869               | 1880               | 1890               | 1900               | 1910               | 1921               | 1931               | 1948               | 1953               | 1961               | 1971               | 1981               | 1991               | 2001               | 2011               |
| 145                | 394                | 170                | 170                | 173                | 184                | 195                | 247                | 259                | 280                | 319                | 297                | 299                | 250                | 60                 | 86                 |

## Nevezetességei
Osztrovica várának romja a falutól északra emelkedő „Gradina” nevű várhegyen található. A várat valószínűleg a Zrínyiek ősei a Bribiri grófok építették a 12. század végén. 1347-ben Nagy Lajos király Zrin várával cserélte el, attól fogva királyi vár volt. 1523-ban a török ostrommal foglalta el. A 17. században a velencei–török háborúkban teljesen megsemmisült. A várba ma közvetlen út nem vezet, így azt csak hegymászással lehet megközelíteni. A vár a maradványok alapján ovális alaprajzú lehetett és valószínűleg három részből állt. A nyugati részen volt az alsóvár, ahol egy ciszterna is található. A vár középső része a központi sziklatömb keleti oldalán volt. Ebből mára egy négyszög alaprajzú sziklába vágott helyiség alapjai, valamint egy árok nyoma figyelhető meg. A vár kapuja északon lehetett, ennek sziklába vágott nyomai ma is láthatók. Más falmaradványnak ma már nyomát sem látni.

## Galéria
- Ostrovica látképe nyugatról
- Ostrovica falu és a vár délről
- Ostrovica falu és a vár délkeletről
- Osztrovica vára